# Cais do Imperador
O Cais do Imperador, anteriormente denominado Cais do Colégio e Cais 22 de Novembro, é um desembarcadouro desativado da cidade do Recife, originalmente estabelecido no governo de João Maurício de Nassau em época próxima à inauguração da Igreja Calvinista dos Franceses do Recife de 1642. Está situado na Ilha de Antônio Vaz, no atual Bairro de Santo Antônio do Recife, no litoral do estado de Pernambuco, no Brasil.
Próximo à Praça Dezessete, à Igreja do Divino Espírito Santo (Anteriormente Igreja do colégio dos Jesuítas) e ao Fórum Tomaz de Aquino, o Cais do Imperador, após sua desativação, foi convertido na Estação Ecoturística Cais do Imperador, inaugurada no dia 21 de outubro de 2016, para ser utilizada como mirante, café e espaço de convivência.
O Cais do Imperador está separado do Paço Alfândega (antigo Convento dos Oratorianos) e da Ponte Giratória, pelas águas dos Rios Beberibe e Capibaribe

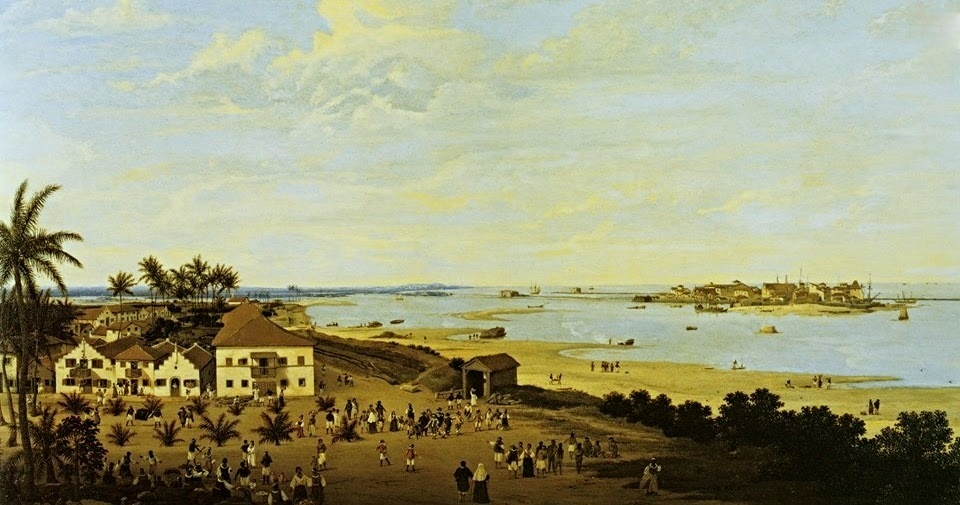
Pátio calvinista da igreja dos franceses, imagem tomada do alto da mesma igreja, por Frans Post (década de 1640).

## História

### Cais dos flamengos

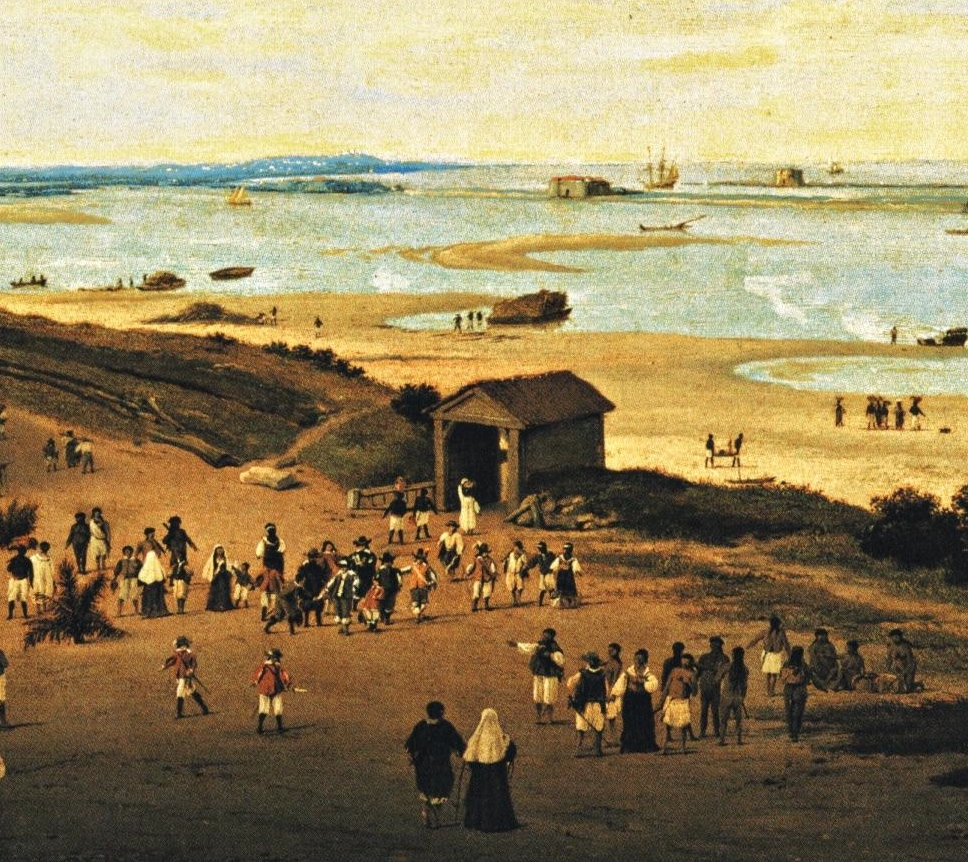
Cais dos Flamengos, detalhe da imagem tomada do alto da mesma igreja, por Frans Post (década de 1640).

O primeiro cais da Ilha de Antônio Vaz foi estabelecido na Cidade Maurícia, no governo de João Maurício de Nassau por volta de 1640, provavelmente aproveitando algum ponto de embarque dos portugueses. Quando da inauguração da Igreja Calvinista dos Franceses, erigida em 1642 (sobre o qual em 1690 foi inaugurado o Colégio Jesuítico do Recife), o Cais dos Flamengos estava integrado ao largo da igreja calvinista dos franceses (atualmente Praça Dezessete). Essa igreja e seu largo figuram em vários mapas e gravuras dos séculos XVII, XVIII e XIX, e foram representados sob a letra F na gravura Boa Vista, de Frans Post (c. 1647), como "Templum Gallicum" (Templo Francês), sendo possível nela observar não exatamente o cais, mas sim o ponto das águas dos rios Capibaribe e Beberibe pelas quais passavam e ancoravam as embarcações.
A mais ampla imagem do século XVII do largo da igreja calvinista dos franceses e do Cais dos flamengos foi tomada do alto da própria igreja por Frans Post, na década de 1640, na qual observa-se a ausência da rua hoje denominada Rua do Imperador Pedro II, na época constituída por praias e restingas à beira da foz dos rios Capibaribe e Beberibe. Nessa imagem de Frans Post observa-se um portão de madeira junto à praia, conectado com o largo da igreja calvinista dos franceses (atualmente Praça Dezessete), o que demonstra que esse local já era usado como embarcadouro da Ilha de Antônio Vaz desde a década de 1640.

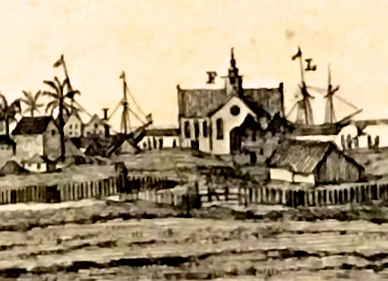
Cais dos Flamengos, à esquerda da igreja da igreja calvinista dos franceses em cerca de 1647 (vendo-se ao fundo, as embarcações sobre as águas do Cabibaribe e Beberibe e os arrecifes de coral), observada do continente, na gravura Boa Vista de Frans Post (c. 1647).

### Cais do Colégio
Após a Insurreição Pernambucana, em 1654, os padres da Companhia de Jesus de Olinda solicitaram ao Rei de Portugal a instalação de um colégio no Recife, iniciado em 18 de dezembro de 1686 (dia de Nossa Senhora do Ó, a quem foi consagrada) e inaugurado em 17 de dezembro de 1690. A partir dessa data, o cais passou a ser conhecido como Cais do Colégio e pode ter sido mantido e administrado pelos padres da Companhia de Jesus, uma vez que essa foi uma prática corrente dos inacianos no Brasil Colonial. O complexo funcionou como Colégio Jesuítico do Recife até 1759, quando o o Marquês do Pombal efetuou a expulsão dos Jesuítas de Portugal e de suas colônias e o antigo Colégio passou a ser usado pelo Governo Provincial de Pernambuco.
Em 1839 o Cais do Colégio foi reconstruído pelo engenheiro francês Júlio Boyer, passando a ter boa parte das feições atuais, especialmente sua forma retangular, observada no conhecido Panorama do Recife em 1855 por Friedrich Hagedorn. O antigo Pátio do Colégio passou a ser conhecido como Pátio do Palácio (ou seja, do Palácio do Governo Provincial), tendo recebido, em 1846, um chafariz de mármore fabricado por italianos de Gênova, com a escultura de uma índia representando a nação brasileira (ainda existente), período no qual o espaço foi ajardinado.
A partir de 1855, a antiga Igreja e Colégio dos Jesuítas passaram a ser administrados pela Venerável Irmandade do Divino Espírito Santo do Recife, quando a igreja passou a ser denominada Igreja do Divino Espírito Santo e o antigo Largo do Palácio passou a ser chamado Largo do Espírito Santo.
No  Panorama do Recife em 1855 por Friedrich Hagedorn, tomado do alto da Igreja do Divino Espírito Santo (provavelmente do topo da torre direita, pois a torre esquerda foi representada na imagem), observa-se a rua hoje denominada Rua do Imperador Pedro II e, à direita, o Cais do Colégio, com chafariz e bancos. Também é evidente, no Panorama de Friedrich Hagedorn, a utilização do Cais do Colégio como mirante e espaço de convivência, em função da extraordinária vista do Bairro do Recife Antigo a nordeste e da cidade de Olinda a norte-nordeste.

### Desembarque do Imperador Pedro II
Em 22 de novembro 1859, Dom Pedro II, a Família Imperial e sua comitiva desembarcaram no Recife para uma visita de 31 dias a Pernambuco, ocasião na qual foram realizados, no cais e no Largo do Espírito Santo, reparos e embelezamento para o evento, o qual foi registrado em fotografia tomada da região da Alfândega, nesse mesmo dia. A partir de então, esse atracadouro passou a ser conhecido como Cais do Imperador e o antigo Largo do Espírito Santo como Praça Dom Pedro II.
Segundo Virgínia Barbosa, tanto o Cais do Imperador quanto a Igreja e o Largo do Espírito Santo testemunharam fatos marcantes da história do Recife, entre eles "a visita do Imperador Dom Pedro II (1859); a procissão de penitência durante a epidemia de peste (1860); a festa abolicionista, com celebração de missa, promovida pela Sociedade Patriótica Bahiana Dous de Julho, em 2 de julho de 1870; a recepção a Bispos; e a cerimônia fúnebre de Joaquim Nabuco, em 18 de abril de 1910".

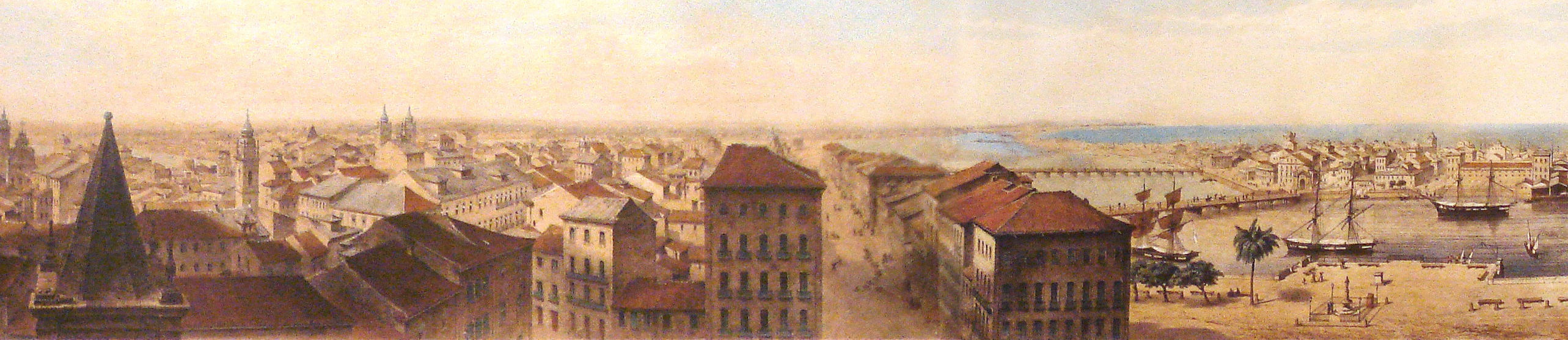
Cais do Imperador, ainda denominado Cais do Colégio (à direita), com chafariz e bancos, tomada do alto da Igreja do Divino Espírito Santo, no Panorama do Recife em 1855 por Friedrich Hagedorn.

### Estação Ecoturística Cais do Imperador
O antigo Cais do Imperador, desativado no final do século XX, foi convertido na Estação Ecoturística Cais do Imperador, inaugurada no dia 21 de outubro de 2016, para ser utilizada como mirante, café e espaço de convivência. Desse ponto é possível observar, a norte-nordeste, a cidade de Olinda, a nordeste o Paço Alfândega (antigo Convento dos Oratorianos) e, a sudeste, a Ponte Giratória, junto às águas dos Rios Beberibe e Capibaribe. O local está próximo da Praça Dezessete (com seus jardins e seus dois expressivos monumentos históricos), da Igreja do Divino Espírito Santo e do Fórum Tomaz de Aquino, anteriormente Grande Hotel e Cassino do Recife (construído em 1938).

### Praça Dezessete

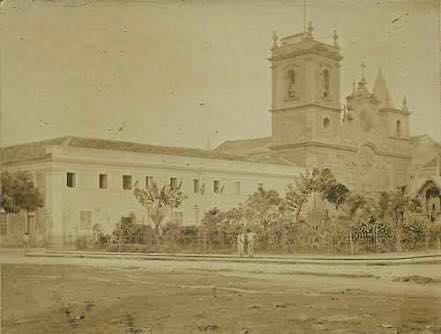
Antigo Colégio dos Jesuítas do Recife, a partir de 1855 convertido na Igreja do Divino Espírito Santo.

Até a entrada do século XX, ainda existia a metade esquerda do Colégio Jesuítico (que se observa nas fotografias do período), demolida para o prolongamento da Rua do Imperador Pedro II, que marca o atual limite da igreja. No século XX, após a demolição do antigo Colégio Jesuítico e o prolongamento da Rua do Imperador Pedro II, no espaço outrora ocupado pelo Colégio Jesuítico, à esquerda da igreja, foi construído em 1938 o Grande Hotel e Cassino do Recife (hoje Fórum Tomaz de Aquino), separado da Igreja do Divino Espírito Santo por essa mesma rua. A abertura da Avenida Martins de Barros, por sua vez, separou o cais da praça.
Em 1927 foi erguido, no trecho da Praça Dezessete situado entre a Rua do Imperador Pedro II e a Avenida Martins de Barros, um monumento em homenagem aos aviadores Gago Coutinho e Sacadura Cabral, comemorativo à sua Primeira travessia aérea do Atlântico Sul, em 1922.
O conjunto constituído pelo Cais e pela Praça consolidou-se como espaço público único, denominado Praça Dezessete, cujo nome foi uma homenagem à Revolução Republicana de 1817. O conjunto foi remodelado na década de 1930, quando recebeu, em 1936, os jardins distribuídos em seis quadras pelo paisagista Roberto Burle Marx.
Pelas edificações vizinhas, a Praça Dezessete está relacionada tanto à Igreja do Divino Espírito Santo quanto ao Cais do Imperador e ao antigo Grande Hotel e Cassino de 1838, hoje Fórum Tomaz de Aquino. O Decreto Municipal nº 29.537, de 23 de março de 2016, reconheceu a Praça Dezessete como um dos 15 “Jardins Históricos de Burle Marx” da cidade do Recife. Em 2011 a Praça Dezessete foi revitalizada pela Prefeitura do Recife, porém em 2015 já se encontrava novamente degradada.